# グラバー・ツル

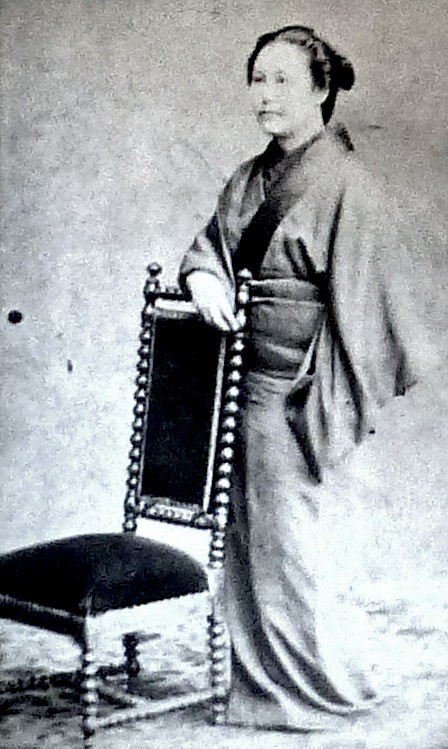
グラバー・ツル

グラバー・ツル（英: Glover Tsuru、1851年（1848年説も） - 1899年3月23日）は、江戸時代末期（幕末）から明治にかけての女性。幕末に長崎を拠点としたイギリス商人トーマス・ブレーク・グラバー（Thomas Blake Glover）の妻。家紋は、芸者がよく使っていた女紋「揚羽蝶」である。

## 生涯
大阪の造船屋「淡路屋」に生まれる。豊後竹田（現大分県竹田市）の岡藩士・山村国太郎と結婚し、娘・センをもうけるも離縁し、芸者となる（なお、センは祖母の元で育ち、1年ほどグラバー邸で暮らすがなじめず祖母の元に戻り、以後ツルとは断絶した）。いつ頃トーマス・ブレーク・グラバーと結ばれたかは不明だが、戸籍によると長女ハナを明治9年（1876年）に出産している。グラバーの長男倉場富三郎とはハナの異母兄弟になる。ツルとグラバーは五代友厚に紹介されたといわれるが、根拠はない。
明治32年（1899年）、死去。大平寺にあるツルの墓には、揚羽蝶の紋が添えられている。

## 『蝶々夫人』のモデル説
ジャコモ・プッチーニのオペラ『蝶々夫人』の蝶々さんのモデルとされる説がある。これは、長崎の武家の出身であることや、「蝶」の紋付をこのんで着用し「蝶々さん」と呼ばれたことに由来する。
しかし、オペラの原作であるジョン・ルーサー・ロングの小説『マダム・バタフライ』では、蝶々夫人は自殺しておらず、ロングはのちに『マダム・バタフライ　その20年後』という戯曲を書いている。ロングはアメリカ人で来日経験はなく、宣教師の妻として長崎にいた姉からの話をもとにして書いたと推測されている。
『蝶々夫人を探して』の著者B・バークガフニ氏はモデル説を否定し、旧グラバー住宅とオペラ蝶々夫人の関連は、同住宅がアメリカ進駐軍に接収されていた時に初めて言われるようになったと指摘する。